# پارک لیبرتی
پارک لیبرتی (به انگلیسی: Liberty Park) یک پارک در ایالات متحده آمریکا است که در منهتن جنوبی واقع شده‌است.